# HD 4881
HD 4881，又名BD+50 164，SAO 21775、HR 241，是一颗恒星，视星等为6.21，位于銀經122.95，銀緯-11.3，其B1900.0坐标为赤經0h 45m 51.3s，赤緯+51° -11.3′ 38″。